# Jos Heijmans
Adrianus Antonius Marinus Maria (Jos) Heijmans (Steenbergen, 21 oktober 1953) is een voormalig Nederlands burgemeester. Hij was burgemeester van Haelen (1995-2003), Bernheze (2003-2011) en Weert (2011-2020). 

## Biografie

### Maatschappelijke carrière
Heijmans behaalde een MO-akte in pedagogiek en was werkzaam als groepsleider in een internaat voor moeilijk opvoedbare jongens. Ook was hij werkzaam in een Boddaertcentrum en in de jeugdgevangenis van Breda.

### Burgemeester
Heijmans was namens D66 raadslid en wethouder in Steenbergen voor hij in maart 1995 benoemd werd tot burgemeester van de toenmalige Limburgse gemeente Haelen. In 2003 keerde hij terug naar Noord-Brabant in verband met zijn benoeming tot burgemeester van Bernheze. Op 1 oktober 2011 werd Heijmans geïnstalleerd als burgemeester van Weert.
In 2016 werd Heijmans landelijk nieuws toen hij steun gaf aan het helpen onderduiken van een illegaal in Nederland verblijvende Syrische moeder van 22 en haar vier kinderen. De moeder had eerst asiel aangevraagd in Duitsland, maar vluchtte naar Nederland omdat daar haar broer woonde. Volgens de regels moest het vijftal Nederland verlaten en de asielprocedure in Duitsland voortzetten. Na achttien maanden in Weert te zijn ondergedoken mocht de moeder conform de regels wel in Nederland asiel aanvragen. Heijmans was als burgemeester niet bevoegd om aan het onderduiken steun te geven, maar volgens minister Ronald Plasterk van Binnenlandse zaken had hij niet de wet overtreden.
Op 31 januari 2020 trad Heijmans tijdelijk terug als burgemeester vanwege een extern gemeentelijk onderzoek naar mogelijke belangenverstrengeling van hem bij de verstrekking van subsidies. Commissaris van de Koning Theo Bovens gaf op 14 mei dat jaar aan dat Heijmans zich had ziek gemeld en besloten had niet terug te willen keren.
Bureau Berenschot onderzocht de kwestie voor de gemeente Weert en concludeerde dat Heijmans meerdere keren buiten de wethouders en de gemeenteraad om COA-gelden had verdeeld, terwijl hij daarvoor niet een officieel beschreven mandaat had. Het meest werd hem kwalijk genomen dat hij op eigen houtje 23.000 euro subsidie had verstrekt aan de Nederlandse afdeling van de stichting The International Award for Young People, waarvan hij indertijd zelf voorzitter was. Berenschot concludeerde echter ook dat Heijmans er zeer nauwlettend op toezag dat alle gelden gebruikt werden voor activiteiten met vluchtelingen. Hij heeft zichzelf of een ander niet verrijkt. Ook werd hem verweten dat hij voor de wethouders verzwegen had dat hij met een bedrijf in gesprek was over een donatie aan deze stichting, terwijl dit bedrijf betrokken was bij de ontwikkeling van terreinen in de gemeente Weert. Op 3 juni 2020 zegde de gemeenteraad, met 23 stemmen voor en drie tegen, het vertrouwen in hem op.
Op 12 juni 2020 verloor hij - voornamelijk om formele redenen - een kort geding om het in opdracht van het college van B&W veiligstellen van zijn mailbox en agenda in Outlook terug te draaien. Heijmans wachtte de ontslagprocedure niet af. Zes dagen later vroeg Heijmans per 1 oktober 2020 eervol ontslag aan als burgemeester van Weert, dat verleend werd. Op 1 juli werden stukken over de verdeling van de COA-gelden openbaar gemaakt, waaruit o.a. bleek dat een deel van de COA-gelden besteed was aan de huur van woningen voor vluchtelingen, en ook bleek dat de gemeenteraad wel degelijk op de hoogte was van de bevoegdheden van Heijmans.

### Persoonlijk
Heijmans is gehuwd en heeft twee kinderen.